# Khandia
Khandia fou un petit estat tributari protegit al prant de Jhalawar a l'agència de Kathiawar, presidència de Bombai. Estava format per un sol poble amb dos tributaris separats. La superfície era de 13 km² i la població el 1872 de 966 habitants i el 1881 de 781. Els ingressos estimats el 1881 eren de 294 lliures de les quals 80,13 es pagaven al govern britànic i 8,20 al nawab de Junagarh a més d'1,6 lliures com a sukhri per compte d'Ahmedabad. La capital era Khandia, a uns 7 km al nord-est de Bhoika i 14 km al sud-est de Limbdi.